# Хименес, Рауль (футболист)
Рау́ль Ало́нсо Химе́нес Родри́гес (исп. Raúl Alonso Jiménez Rodríguez, американский испанский: [raˈul xiˈmenes]; род. 5 мая 1991 года в Тепехи-дель-Рио-де-Окампо, Мексика) — мексиканский футболист, нападающий английского клуба «Фулхэм» и сборной Мексики. Олимпийский чемпион 2012 года. Участник чемпионатов мира 2014, 2018 и 2022 годов.

## Клубная карьера

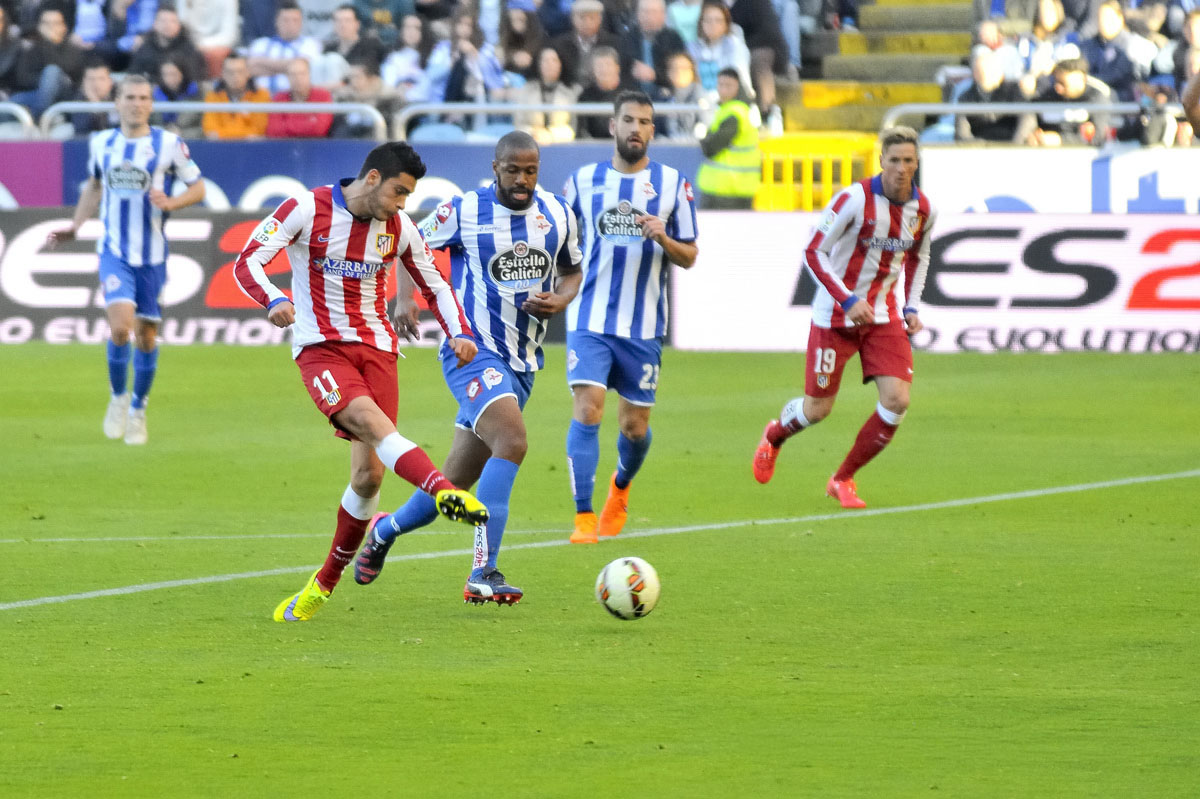
Хименес (№ 11) в составе «Атлетико Мадрид»

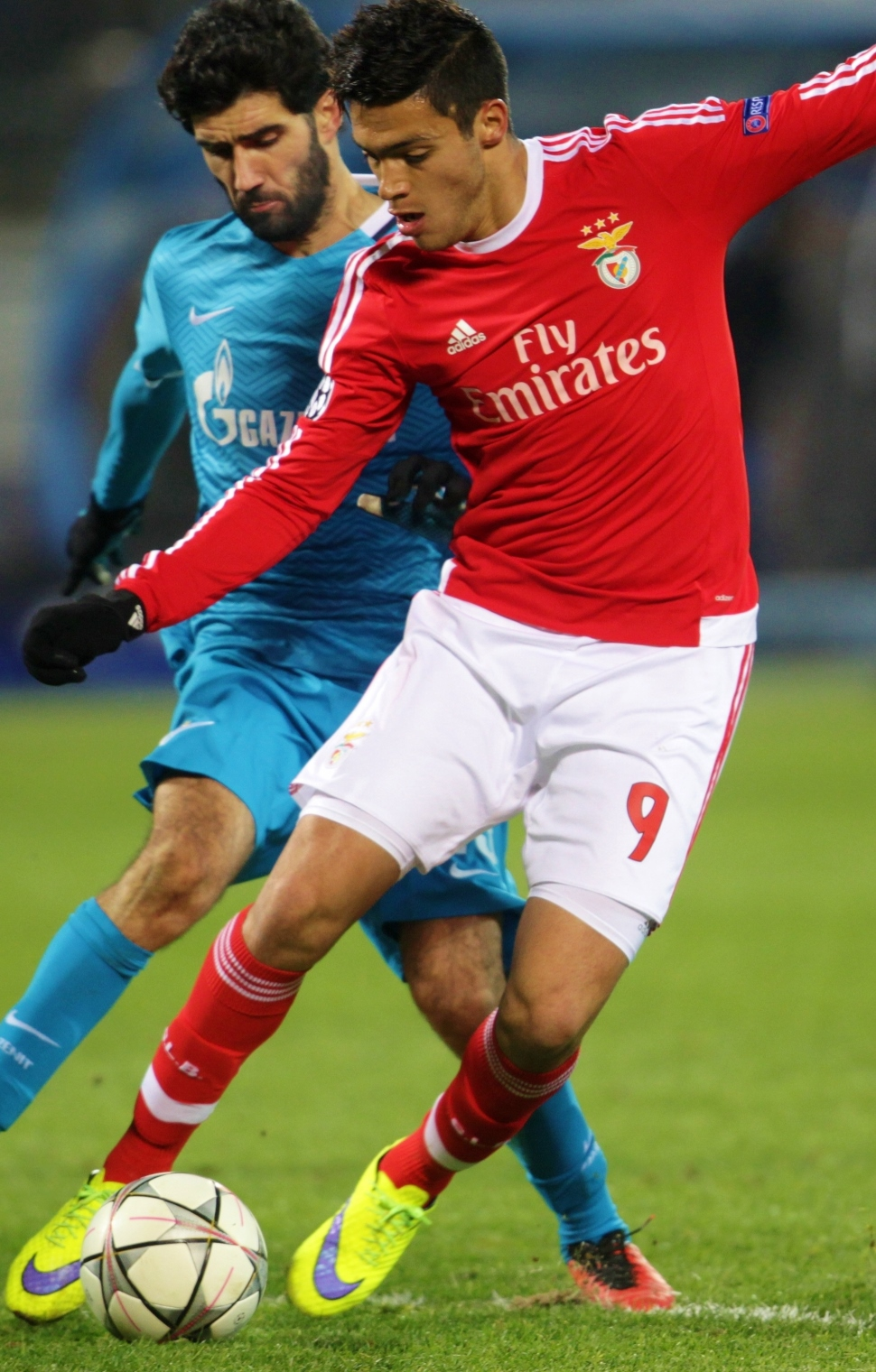
Хименес в составе «Бенфики»

Хименес выпускник футбольной академии столичной «Америки» и является одним из наиболее перспективных футболистов клуба. В 2010 году тренер команды Альфредо Тенья включил Рауля в заявку первой команды. 9 октября 2011 года нападающий провел свой дебютный матч за основной состав, выйдя на замену в поединке против «Монаркас Морелия», 1-1. Свой первый гол Хименес забил 30 октября того же года в проигранном матче против «Пуэблы», 2-3. Вторым мячом Хименс огорчил «Тихуану» в марте 2012 года, принеся свой команде ничью, 1:1.
Удачное выступление за клуб и на международной арене, вызвали интерес у европейских клубов, активнее всего нападающим интересовался голландский ПСВ Эйндховен. В 2013 году Рауль стал чемпионом Клаусуры в составе «Америки». Во втором туре мексиканского чемпионата 2014/2015 против «Пуэблы» Хименес сделал хет-трик и отдал голевую передачу на Орибе Перальту.
Летом 2014 года Хименес перешёл в испанский «Атлетико Мадрид». Сумма трансфера составила 10 млн евро. 25 августа в матче против «Райо Вальекано» Рауль дебютировал в Ла Лиге. В конце августа Хименес стал обладателем первого трофея в составе «Атлетико», он помог клубу обыграть мадридский «Реал» и завоевал Суперкубок Испании. 27 сентября 2014 года открыл счёт голам за свой новый клуб, поразив ворота «Севильи» на 90-й минуте матча.
Летом 2015 года предметный интерес к Хименесу проявлял английский «Вест Хэм Юнайтед», но он не смог пройти медобследование. В августе Рауль перешёл в португальскую «Бенфику» подписав контракт на пять лет. Лиссабонский клуб заплатил 1 млн.евро за переход и 3 млн.евро за выкуп 50 % прав на Хименеса. 23 августа в матче против «Ароки» он дебютировал в Сангриш лиге. 29 августа в поединке против «Морейренсе» Рауль забил свой первый гол за «Бенфику». В матчах Лиги чемпионов против немецкой «Баварии» и казахстанской «Астаны» Рауль забил три гола. В 2016 году Хименес помог клубу выиграть чемпионат. 6 декабря в поединке Лиги чемпионов против итальянского «Наполи» Рауль забил гол. В 2017 году он во второй раз стал чемпионом Португалии.
Летом 2018 года Хименес на правах аренды перешёл в английский «Вулверхэмптон Уондерерс». 11 августа в матче против «Эвертона» он дебютировал в английской Премьер-лиге. В этом же поединке Рауль забил свой первый гол за «Вулверхэмптон Уондерерс». 4 апреля 2019 года Рауль Хименес подписал контракт с английским клубом. Контракт вступит в силу с 1 июля 2019 года. Сумма трансфера составила 32 млн фунтов. Контракт рассчитан до 2023 года.
25 июля 2023 года английский «Фулхэм» объявил о подписании с Хименесем трехлетнего контракта. Сумма трансфера составила 5.5 млн фунтов. Рауль стал вторым мексиканским игроком «Фулхэма» после Карлоса Сальсидо, присоединившегося к команде в 2010 году. 12 августа футболист дебютировал в составе новой команды в игре Премьер-лиги с «Эвертоном». 12 ноября Хименес открыл счет своим голам за «Фулхэм», поразив ворота «Астон Виллы».

## Международная карьера

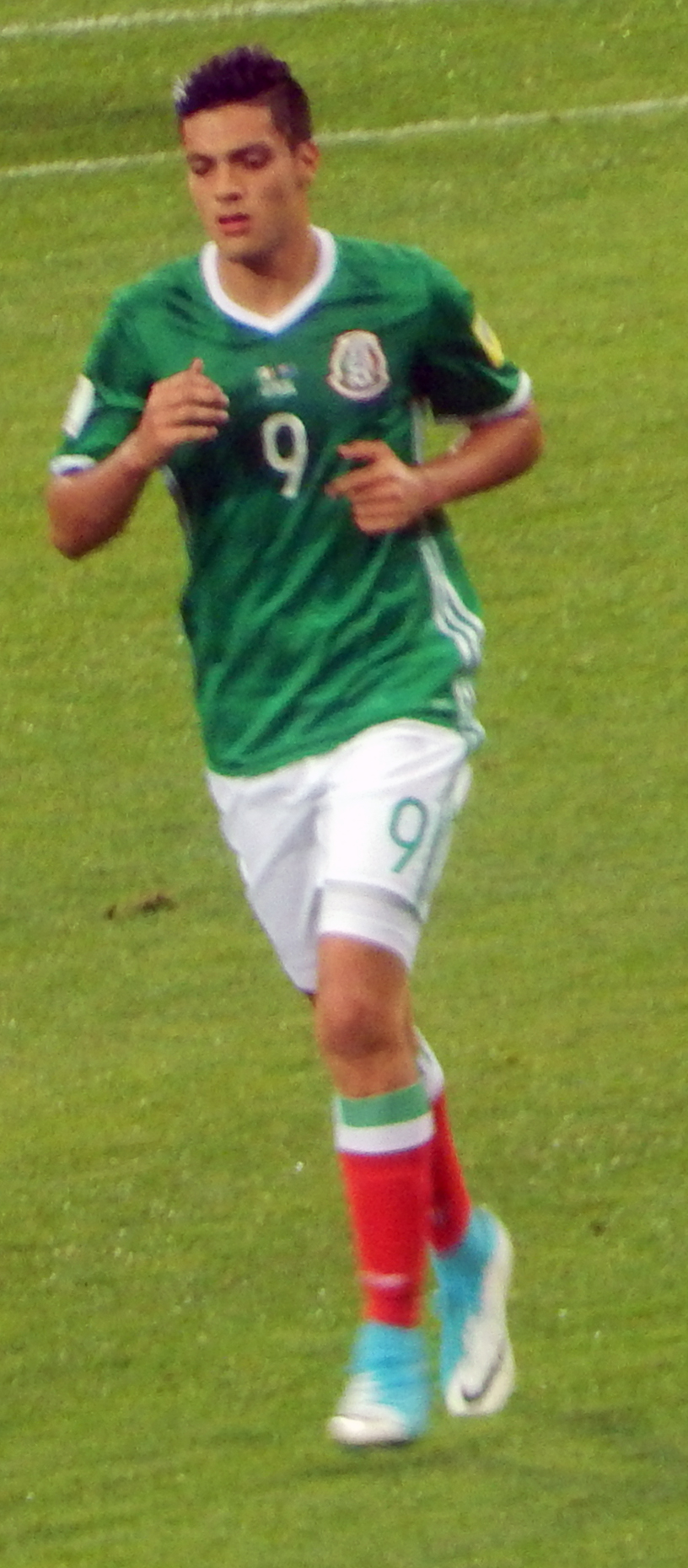
Хименес в составе сборной Мексики

Хименес поехал в составе молодёжной сборной Мексики на футбольный турнир во французском Тулоне. Где завоевал в составе национальной команды медали, а также забил гол в матче против сборной Нидерландов, при счете 2-2, позволив мексиканцам вырваться вперед и в итоге победить. На турнире Хименес принял участие во всех 5 матчах.
20 июня 2012 года, Рауль был включен в заявку сборной на участие в летних Олимпийских играх, проходящих в Лондоне. Хименес дебютировал в первом мачте группового этапа против сборной Южной Кореи. Несмотря на то, что поединок завершился вничью, в конце матча Рауль мог принести победу для своей команды, после его удара мяч попал в штангу.
31 января 2013 года в товарищеском матче против сборной Дании Хименес дебютировал за сборную Мексики, выйдя во втором тайме вместо Альдо де Нигриса.
В 2013 году в составе национальной команды Хименес принял участие в Кубке Конфедераций. На турнире в Бразилии он сыграл в трех матчах группового этапа против сборных Бразилии, Италии и Японии.
В том же году Хименес принял участие в розыгрыше Золотого кубка КОНКАКАФ. На турнире Рауль сыграл во всех встречах, а в поединках против сборной Канады и Тринидада и Тобаго забил по голу.
В мае 2014 года Хименес попал в заявку сборной на поездку в Бразилию на мировое первенство. На турнире он сыграл в матче против сборной Бразилии. На 90-й минуте матча при счёте 0:0 мог принести победу своей сборной, прорвавшись по правому флангу и в 2 касания нанеся мощный удар по воротам бразильцев, но Жулио Сезар парировал его удар.
Летом 2015 года Рауль попал в заявку на участие Кубке Америки в Чили. На турнире он сыграл в матчах против сборных Боливии, Чили и Эквадора. В поединках против чилийцев и эквадорцев Хименес забил по голу.
В 2016 году Хименс во второй раз принял участие в Кубке Америки в США. На турнире он сыграл в матчах против команд Уругвая, Ямайки и Чили.
В 2017 году Хименес принял участие в Кубке конфедераций в России. На турнире он сыграл в матчах против команд Новой Зеландии, Германии и дважды Португалии. В поединке против новозелнадцев Рауль забил гол.
В 2018 году Хименес принял участие в чемпионате мира проходившем в России. На турнире он сыграл в матчах против команд Германии и Бразилии.
Летом 2019 года был вызван в сборную для участия в Золотом кубке КОНКАКАФ. В первом матче в групповом раунде против сборной Кубы забил два гола на 31-й и 64-й минуте и вместе с командой добился победы со счётом 7:0. В третьем матче в групповом раунде против сборной Мартиники забил гол на 61-й минуте, а его команда победила 3:2. В четвертьфинале против сборной Коста-Рики забил гол на 44-й минуте матча, а в итоге его сборная победила в серии послематчевых пенальти. В полуфинальном матче в дополнительное время на 93-й минуте принес победу своей сборной над сборной Гаити. Он был признан лучшим игроком турнира.

## Статистика

### Клубная
| Клуб                    | Сезон            | Лиги                    | Лиги | Лиги | Кубки | Кубки | Континентальные | Континентальные | Всего | Всего |
| Клуб                    | Сезон            | Дивизион                | Игры | Голы | Игры  | Голы  | Игры            | Голы            | Игры  | Голы  |
| ----------------------- | ---------------- | ----------------------- | ---- | ---- | ----- | ----- | --------------- | --------------- | ----- | ----- |
| Америка                 | 2011/12          | Лига МХ                 | 18   | 2    | —     | —     | —               | —               | 18    | 2     |
| Америка                 | 2012/13          | Лига МХ                 | 39   | 14   | 2     | 0     | —               | —               | 41    | 14    |
| Америка                 | 2013/14          | Лига МХ                 | 35   | 16   | 2     | 1     | 2               | 2               | 39    | 19    |
| Америка                 | 2014/15          | Лига МХ                 | 4    | 4    | —     | —     | 0               | 0               | 4     | 4     |
| Америка                 | Всего            | Всего                   | 96   | 36   | 4     | 1     | 2               | 2               | 102   | 39    |
| Атлетико Мадрид         | 2014/15          | Ла Лига                 | 21   | 1    | 6     | 0     | 1               | 0               | 28    | 1     |
| Бенфика                 | 2015/16          | Суперлига               | 28   | 5    | 7     | 4     | 10              | 3               | 45    | 12    |
| Бенфика                 | 2016/17          | Суперлига               | 19   | 7    | 7     | 3     | 6               | 1               | 32    | 11    |
| Бенфика                 | 2017/18          | Суперлига               | 33   | 6    | 5     | 2     | 5               | 0               | 43    | 8     |
| Бенфика                 | Всего            | Всего                   | 80   | 18   | 19    | 9     | 21              | 4               | 120   | 31    |
| Вулверхэмптон Уондерерс | 2018/19          | Английская Премьер-лига | 38   | 13   | 6     | 4     | —               | —               | 44    | 17    |
| Вулверхэмптон Уондерерс | 2019/20          | Английская Премьер-лига | 38   | 17   | 2     | 0     | 15              | 10              | 55    | 27    |
| Вулверхэмптон Уондерерс | 2020/21          | Английская Премьер-лига | 10   | 4    | 1     | 0     | 0               | 0               | 11    | 4     |
| Вулверхэмптон Уондерерс | 2021/22          | Английская Премьер-лига | 34   | 6    | 2     | 0     | 0               | 0               | 36    | 6     |
| Вулверхэмптон Уондерерс | 2022/23          | Английская Премьер-лига | 3    | 0    | 1     | 1     | 0               | 0               | 4     | 1     |
| Вулверхэмптон Уондерерс | Всего            | Всего                   | 123  | 40   | 12    | 5     | 15              | 10              | 150   | 55    |
| Всего за карьеру        | Всего за карьеру | Всего за карьеру        | 320  | 95   | 41    | 15    | 39              | 16              | 400   | 126   |

### Голы за сборную Мексики (до 23)
| #   | Дата        | Место            | Противник  | Счёт | Результат | Соревнование         |
| --- | ----------- | ---------------- | ---------- | ---- | --------- | -------------------- |
| 01. | 30 мая 2012 | Авиньон, Франция | Нидерланды | 3:2  | 4:2       | Турнир в Тулоне 2012 |

### Голы за сборную Мексики
| #  | Дата            | Место                                            | Противник         | Счёт | Соревнование                          |
| -- | --------------- | ------------------------------------------------ | ----------------- | ---- | ------------------------------------- |
| 1  | 11 июля 2013    | Сэнчури Линк-филд, Сиэтл, США                    | Канада            | 2:0  | Золотой кубок КОНКАКАФ 2013           |
| 2  | 20 июля 2013    | Джорджия Дом, Атланта, США                       | Тринидад и Тобаго | 1:0  | Золотой кубок КОНКАКАФ 2013           |
| 3  | 11 октября 2013 | Ацтека, Мехико, Мексика                          | Панама            | 2:1  | Чемпионат мира 2014 отборочный турнир |
| 4  | 13 ноября 2013  | Ацтека, Мехико, Мексика                          | Новой Зеландии    | 5:1  | Чемпионат мира 2014 отборочный турнир |
| 5  | 18 ноября 2014  | Борисов-Арена, Борисов, Беларусь                 | Беларусь          | 2:3  | Товарищеский матч                     |
| 6  | 18 ноября 2014  | Борисов-Арена, Борисов, Беларусь                 | Беларусь          | 2:3  | Товарищеский матч                     |
| 7  | 15 июня 2015    | Национальный стадион, Сантьяго, Чили             | Чили              | 3:3  | Кубок Америки 2015                    |
| 8  | 19 июня 2015    | Эль Теньенте, Ранкагуа, Чили                     | Эквадор           | 1:2  | Кубок Америки 2015                    |
| 9  | 5 сентября 2015 | Рио Тинто Стэдиум, Санди, США                    | Тринидад и Тобаго | 3:3  | Товарищеский матч                     |
| 10 | 3 сентября 2016 | Эстадио Кускутлан, Сан-Сальвадор, Сальвадор      | Сальвадор         | 1:3  | Чемпионат мира 2018 квалификация      |
| 11 | 2 июня 2017     | Метлайф-стэдиум, Ист-Ратерфорд, США              | Ирландия          | 3:1  | Товарищеский матч                     |
| 12 | 8 июня 2017     | Ацтека, Мехико, Мексика                          | Гондурас          | 3:0  | Чемпионат мира 2018 (квалификация)    |
| 13 | 21 июня 2017    | Фишт, Сочи, Россия                               | Новая Зеландия    | 2:1  | Кубок конфедераций 2017               |
| 14 | 13 ноября 2017  | PGE Arena, Гданьск, Польша                       | Польша            | 0:1  | Товарищеский матч                     |
| 15 | 8 сентября 2018 | NRG-стэдиум, Хьюстон, США                        | Уругвай           | 1:4  | Товарищеский матч                     |
| 16 | 11 октября 2018 | Университарио, Сан-Николас-де-лос-Гарса, Мексика | Коста-Рика        | 3:2  | Товарищеский матч                     |

## Достижения

### Командные достижения
«Америка»
- Чемпионат Мексики по футболу: Клаусура 2013

«Атлетико Мадрид»
- Обладатель Суперкубка Испании: 2014

«Бенфика»
- Чемпионат Португалии по футболу: 2015/16, 2016/17

Сборная Мексики (до 23 лет)
- Турнир в Тулоне: 2012
- Олимпийские игры: 2012